# Ololygon cosenzai
Ololygon cosenzai é uma espécie de anfíbio da família Hylidae. Endêmica do Brasil, pode ser encontrada na Serra do Brigadeiro no estado de Minas Gerais.